# Homoglaea carbonaria
Homoglaea carbonaria är en fjärilsart som beskrevs av Harvey 1876. Homoglaea carbonaria ingår i släktet Homoglaea och familjen nattflyn. Inga underarter finns listade i Catalogue of Life.